# البيتشاراك
البيتشاراك هو شكل فكاهي من الأغاني الفولكلورية، يعود أصله إلى ريف سلافونيا، كرواتيا وانتشر في جنوب المجر ومنطقة فويفودينا في صربيا. جذر الكلمة يأتي من bećar ((بالتركية: bekâr)‏)، معناه "العازب"، "المحتفل" أو "الفاسق". تكون البيتشاراك دائمًا فكاهية، مستهزئة، و/أو فاضحة، وعادةً ما يتم غناؤها بواسطة مجموعة من الذكور في حفلات القرية ("سييلو" أو "كيرفاي"). ومع ذلك، يتم غناؤها أيضًا بواسطة النساء على قدم المساواة، خاصة في رقصة الكولو.

## الوصف
تستخدم البيتشاراك شكلًا صارمًا من الثنائيات بنسق الديكاسيلابي، ويتم غناؤها دائمًا على نفس الموسيقى، التي يعزفها فرقة تامبوريتزا، أو أحيانًا المزمار أو الساميكا، أو فقط من قبل الجوقة. يتم غناء الآية الأولى من قبل قائد الجوقة وتشكل أطروحة منطقية؛ يتم تكرارها من قبل جوقة الرجال المجتمعين. الآية الثانية هي نقيض فكاهي، يتم تكرارها أيضًا من قبل الجوقة (لكن غالبًا ما يتم كسرها بالضحك). يتم أداء البيتشاراك عادة في ذروة الحفلة كأغنية للشرب بعد أن يتم تسخين الحشد بشكل كاف بواسطة النبيذ والموسيقى. يمكن أن تستمر سلسلة من البيتشاراك إلى ما لا نهاية. غالبًا ما تكون كلماتها مركبة في الحال أو تحسن, ويتم نشر وإعادة استخدام أفضلها في الحفلات لاحقًا.
يعتبر البيكاراك من الصعب في كثير من الأحيان ترجمته وفهمه من قبل الأجانب، لأنه يستخدم التورية، والإشارات إلى الأحداث المحلية والتلميحات الثقافية. مثال بسيط: "sjedi Ćiro na vrh slame، brkovima plaši vrane" -> "يجلس Chiro فوق القش، بشاربه يخيف غرابًا". ولكن من الصعب فهم: ""mala moja، visoki jablane، je l' ti mjesec vidio tabane"-> "صغيرتي، شجرة التفاح الطويلة، هل رأى القمر باطن قدميك".[4]

## التاريخ
يُعتقد أن البيكاراك نشأ مع إلغاء الحدود العسكرية الكرواتية.[2]
تمت دراستها من قبل فريدريش سالومون كراوس، المولود في بوزيجا، الذي جمع حوالي ألفي أغنية من أغاني البيكاراك.[2]

## حماية اليونسكو
في عام 2009، قدمت كرواتيا البيكاراك من بين أمور أخرى للتضمين في قوائم التراث الثقافي غير المادي التابعة لليونسكو.[5] وفي عام 2010، باءت المحاولة مرة أخرى بالفشل، وتم إجراء ترجمات باللغة الإنجليزية للحصول على مرجع أفضل.[6] وفي عام 2011، تم إدراجها في القائمة.[7]

## متحف البيكاراك
في عام 2017، تم الإعلان عن افتتاح متحف مخصص للبيكاراك في مدينة بليتيرنيتسا، كرواتيا. ووصف المدير المفهوم بأنه متحف معاصر، سيحكي تراث البيكاراك التقليدي، ولكن في إعداد حديث. نظرًا لكون البيكاراك جزءًا حيويًا من التراث الثقافي غير المادي لكرواتيا، تم تمويل 85% من مشروع المتحف من قبل الاتحاد الأوروبي، مع توقعات بأن يكون له تأثير إيجابي على رفاهية المدينة والمنطقة بأكملها.[8][11]

## روابط خارجية
- قائمة اليونسكو التمثيلية للتراث الثقافي اللامادي للإنسانية

قالب:الموسيقى اللامادية والشفهية من اليونسكو
قالب:تراث كرواتي لا مادي
قالب:ترتيب افتراضي:بيتشاراتش